# Kordelio-Evosmos
Kordelio-Evosmos (griechisch Κορδελιό-Εύοσμος (n. sg.)-(m. sg.)) ist eine Gemeinde in der griechischen Region Zentralmakedonien. Sie wurde anlässlich der Verwaltungsreform 2010 aus dem Zusammenschluss der beiden Vorgängergemeinden gebildet.

## Lage
Kordelio-Evosmos ist eine Vorstadtgemeinde im Nordwesten Thessalonikis. Nachbargemeinden sind im Osten Pavlos Melas, im Süden Ambelokipi-Menemeni, im Westen Delta und im Norden Oreokastro.

## Verwaltungsgliederung
Die Gemeinde Kordelio-Evosmos wurde anlässlich der Verwaltungsreform 2010 aus den beiden Vorgängergemeinden Eleftherio-Kordelio und Evosmos gebildet, diese bilden seitdem Gemeindebezirke. Verwaltungssitz ist Evosmos.
| Gemeindebezirk      | griechischer Name                     | Code   | Fläche (km²) | Einwohner 2011 | Stadtbezirk (Δημοτική Κοινότητα) | Lage |
| ------------------- | ------------------------------------- | ------ | ------------ | -------------- | -------------------------------- | ---- |
| Evosmos             | Δημοτική Ενότητα Ευόσμου              | 070801 | 9,934        | 74.686         | Evosmos                          |      |
| Eleftherio-Kordelio | Δημοτική Ενότητα Ελευθερίου-Κορδελιού | 070802 | 3,431        | 27.067         | Eleftherio-Kordelio              |      |
| Gesamt              | Gesamt                                | 0708   | 13,365       | 101.753        |                                  |      |